# Michael Conlan
Michael John Conlan (Belfast, 19 novembre 1991) è un pugile irlandese, originario dell'Irlanda del Nord.
È l'attuale campione del mondo ad "interim" WBA dei pesi piuma

## Palmarès
Olimpiadi
- 1 medaglia:
  - 1 bronzo (pesi mosca a Londra 2012).

Mondiali - Dilettanti
- 1 medaglia:
  - 1 oro (pesi gallo a Doha 2015).

Europei - Dilettanti
- 2 medaglie:
  - 1 oro (pesi gallo a Samokov 2015)
  - 1 argento (pesi mosca a Minsk 2013).

Giochi del Commonwealth
- 1 medaglia:
  - 1 oro (pesi gallo a Glasgow 2014).